# Working paper
Nell'ambito della ricerca scientifica, specialmente in ambiti di scienze economiche o sociali, con working paper si intende uno scritto che viene diffuso dai suoi autori, al fine di sollecitare una preliminare discussione informale, prima dell'eventuale invio a una rivista scientifica.
"Working paper" potrebbe essere tradotto con "documento di lavoro" o simili, intendendo che si tratta di un "documento" (un articolo, una comunicazione a un congresso) che è frutto di un "lavoro" non ancora completato. Non è tuttavia una bozza (draft in inglese), termine col quale si intende piuttosto la versione preliminare di un documento che l'autore non ha ancora completato ed è quindi destinata ad essere modificata dall'autore stesso di propria iniziativa; è invece una versione preliminare nel senso che l'autore la intende completata, ma è pronto a modificarla recependo le osservazioni di altri studiosi.
I working paper sono spesso resi pubblici mediante siti web dell'autore o dell'istituzione cui egli appartiene, tipicamente un'università o un centro di ricerca.
Inoltre, istituzioni quali il Fondo Monetario Internazionale, la Banca dei Regolamenti Internazionali e la Banca centrale europea pubblicano working paper di loro affiliati e/o di studiosi indipendenti che, pur rientrando nell'attività di ricerca propria dell'istituzione, esprimono gli autonomi punti di vista degli autori sugli argomenti cui si chiede loro un approfondimento e non vanno quindi intesi come comunicazioni ufficiali.

## Archivi di working paper
RePEc (Research Papers in Economics) è un archivio che contiene centinaia di migliaia di articoli e working paper di economisti.
SSRN (Social Science Research Network) è dedicato alle scienze sociali e contiene sia un archivio di abstract di working paper, detto Abstract Database, sia un archivio di documenti in formato PDF, detto Electronic Paper Collection.